# Malpighia linearis
Malpighia linearis är en tvåhjärtbladig växtart som beskrevs av Nikolaus Joseph von Jacquin. Malpighia linearis ingår i släktet Malpighia och familjen Malpighiaceae. Inga underarter finns listade i Catalogue of Life.